# 전성초
전성초(全聖楚, 1989년 9월 17일 ~ )는 대한민국의 #국제회의통역사 #한영MC #번역가이다.

## 생애
1993년 방송프로덕션 파나비전 기획·제작 유아비디오에서 아역 배우로 첫 데뷔하였고 이후 TV와 라디오 방송 진행자·연기자 및 뮤지컬 배우 등으로 활동하였으며 미국 유학 중 잠시 가수로도 활동을 하였고, 유학 이후 아리랑 TV 조연출 겸 리포터, Arirang Radio 리포터, 현재는 #국제회의통역사 #한영MC #번역가로 활약하고 있다.

## 학력
- 신명초등학교 졸업 (중동초교, 언북초교)
- Kolej Tuanku Jaafar 졸업
- Seoul American High School 졸업
- 2008년 8월~2012년 5월: 미국 플로리다 주립대학교(The Florida State University) 지리학 환경과학 (복수전공) 학사
- 2018년 3월~2021년 9월:  이화여자대학교 통역번역대학원 석사

## 출연작

### 텔레비전, 라디오
- MBC 뽀뽀뽀 1994년 영상동요 코너
- 대교방송 송이야 놀자 1995년 3월 1일~1996년
- SBS 열려라 삐삐창고 1995년 10월 23일~1996년 5월, 홍진경 표인봉과 함께 진행
- KBS 1TV TV유치원 하나둘셋 1997년~1999년
- KBS 2TV 달려라 씽씽열차 1999년 5월 3일~10월 15일 변우영과 공동진행
- EBS FM 책나라 여행 1999년 공동진행
- EBS 꾸러기 안전일기 1999년 1월 8일~12월 24일, 표인봉과 공동진행
- 대교방송 신나는 탐구여행 1999년
- KBS 2TV 어린이드라마 요정컴미 2000년 3월 6일~2002년 2월 15일 (476부작) 요정컴미 役
- Arirang TV 뉴스 프로그램 KOREA TODAY 보관됨 2018-04-20 - 웨이백 머신 2013년 3월 15일~2015년 3월 30일 This Week's HOT Clicks 코너 진행 및 리포터, 조연출, 기상리포터
- Arirang Radio 시사 프로그램 Good Morning Seoul 보관됨 2018-04-13 - 웨이백 머신 2016년 10월~

### 공연
- 극단 상상 뮤지컬 요정컴미 2001년 - 요정컴미役 국립극장 해오름극장

### 유아비디오
- 파나비전 친구랑 나랑 1993년
- 파나비전 유아건강 에어로빅 1993년
- 파나비전 꾸러기 영상동요 1995년
- SBS프로덕션 홍진경의 키크는 글자놀이/숫자놀이 1995년 10월 1일
- SBS프로덕션 김지호의 춤추는 동요나라 1996년 3월 20일
- SBS프로덕션 영재 유아율동 팡파레 재롱놀이 1998년 7월 28일
- SBS프로덕션 최수종의 IQ체조 1999년 5월 22일
- SBS프로덕션 김현주의 신나는 리듬여행 1999년 7월 15일

### 목소리
- 아가월드 딕부르너 비디오 1995년 내레이션. 미피 참조.
- 월트디즈니 라이온킹Ⅱ 1998년 어린 비타니役
- 월트디즈니 벅스라이프 1998년
- 월트디즈니 토이스토리Ⅱ 1999년

### 앨범
- 《Baby I Love You》 (Digital Single) 2011년 2월 8일 발매

### 통역
- 드라마 태양의 후예 2015년
- 드라마 푸른 바다의 전설 2016년
- 미국 드라마 센스8 시즌2 2016년
- 영화 싱글라이더 2016년

1. ↑  태명.